# Falling Away from Me
«Falling Away from Me» es una canción interpretada por la banda estadounidense Korn. Fue lanzada como el primer sencillo de su cuarto álbum Issues.

## Video musical
El video musical de la canción fue dirigido por Fred Durst, cantante de Limp Bizkit. Fue estrenado en noviembre de 1999 en MTV. El video comienza como la continuación del videoclip de «Freak on a Leash», iniciando con la animación con la que termina el mismo. El video muestra a una joven desconsolada por el constante abuso psicológico y físico de un adulto que padece problemas de ira (al parecer su padre). Dentro de su habitación, abre una caja y parece ver a la banda en el interior, tocando debajo de bombillas colgando. Esta es entonces rodeada por flashes de electricidad verde, y luego aparecen dentro del dormitorio con ráfagas de electricidad de color rojo. Una multitud de jóvenes se han reunido fuera de la ventana, levantando sus brazos al mismo tiempo con el ritmo. A medida que su padre enojado se acerca a su habitación con un cinturón en la mano, alguien que aparece fuera de su ventana le ayuda a salir a la calle. La canción trata principalmente los problemas de depresión y pensamientos suicidas representados en una adolescente, etapa donde los niños que sufren violencia intrafamiliar se encuentran mayormente vulnerables.
A mayo de 2022, el video cuenta con más de 125 millones de reproducciones en la plataforma YouTube.

## Apariciones en otros medios
La canción debutó en el episodio El misterio de los fantasmas piratas de Korn de la animación para adultos South Park.

## Listado de canciones
| Sencillo alemán |                                         |          |  |
| N.º             | Título                                  | Duración |  |
| 1.              | «Falling Away from Me» (versión radial) | 4:31     |  |
| 2.              | «Jingle Balls»                          | 3:27     |  |
| 3.              | «Falling Away from Me» (a capela)       | 3:45     |  |

| Sencillo alemán |                                                |          |  |
| N.º             | Título                                         | Duración |  |
| 1.              | «Falling Away from Me»                         | 4:31     |  |
| 2.              | «Falling Away from Me» (remix de DJ Krust)     | 8:29     |  |
| 3.              | «Jingle Balls»                                 | 3:27     |  |
| 4.              | «Falling Away from Me» (Remix de Mantronik)    | 6:05     |  |
| 5.              | «Falling Away from Me» (Remix de Josh Abraham) | 4:01     |  |
| 6.              | «Falling Away from Me» (video musical)         |          |  |

## Listas de popularidad
| Lista (1999-2000)                           | Posición más alta |
| ------------------------------------------- | ----------------- |
| Alemania (Media Control AG)                 | 86                |
| Australia (ARIA Charts)                     | 61                |
| Bélgica (Flandes) (Ultratip Bubbling Under) | 17                |
| Estados Unidos (Modern Rock Tracks)         | 7                 |
| Estados Unidos (Mainstream Rock Tracks)     | 7                 |
| Países Bajos (Mega Single Top 100)          | 77                |
| Reino Unido (UK Singles Chart)              | 24                |